# Verena
Verena  è un nome proprio di persona italiano femminile.

## Varianti
- Maschili: Vereno[3][4]

### Varianti in altre lingue
- Catalano: Verena[5]
- Francese: Vérène[6]
- Polacco: Werena
- Sloveno: Verena
- Spagnolo: Verena[5]
- Svedese: Verena[2]
- Svizzero tedesco: Verena[2]
- Tardo latino: Verena[1][6]
- Tedesco: Verena[6]
  - Ipocoristici: Vreni[6]

## Origine e diffusione
Il nome è documentato dal tardo latino ecclesiastico, in riferimento alla santa così chiamata, e non consente interpretazioni affidabili sulla sua origine, che rimane ignota. Alcune fonti ipotizzano una connessione ai termini latini verus ("vero") o verandus ("venerabile"), oppure che possa essere una forma copta del nome Berenice.
Per quanto riguarda l'Italia, è attestato quasi solo al femminile, e principalmente in Trentino Alto Adige, e deve la sua diffusione unicamente al culto di santa Verena.

## Onomastico
L'onomastico si festeggia il 1º settembre in ricordo di santa Verena, vergine egiziana che nel III secolo si recò al seguito della legione tebana in Svizzera come infermiera; alla sconfitta della legione, si stabilì vicino a Zurigo ed evangelizzò gli Alemanni. Con questo nome si può anche ricordare santa Maria Bernarda Bütler, nata Verena, fondatrice delle suore francescane missionarie di Maria Ausiliatrice, commemorata il 19 maggio.

## Persone
- Verena, santa egiziana
- Verena Buratti, attrice italiana

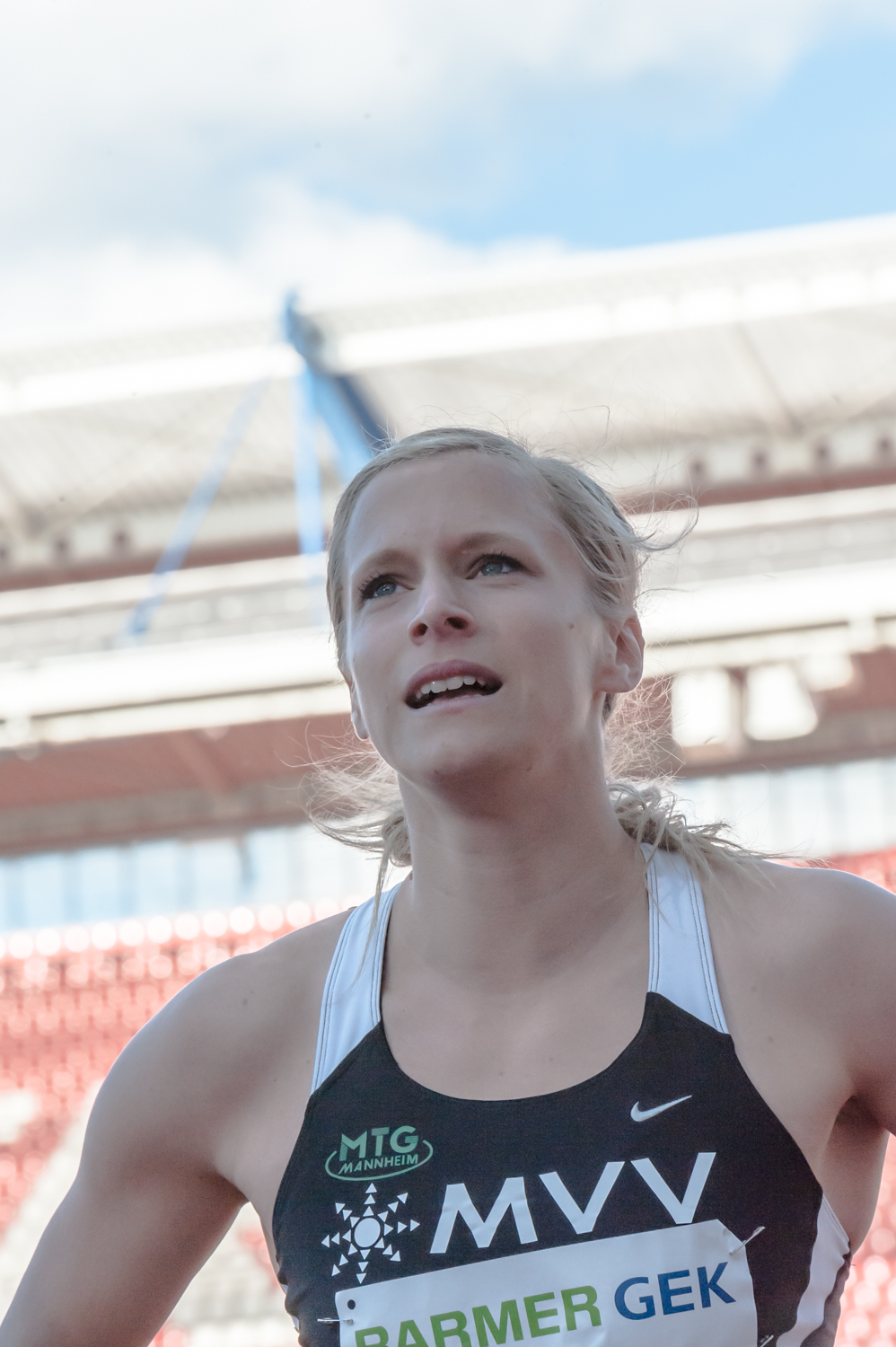
Verena Sailer

- Verena Bütler, nome di battesimo di Maria Bernarda Bütler, religiosa e santa svizzera
- Verena Sailer, atleta tedesca
- Verena Stuffer, sciatrice alpina italiana
- Verena Zimmermann-Bonato, attrice tedesca

### Variante Vreni
- Vreni Schneider, sciatrice alpina svizzera

## Il nome nelle arti
- Verena Koch è un personaggio della soap opera Gute Zeiten, schlechte Zeiten, interpretato dall'attrice Susan Sideropoulos[9].
- Verena Tarrant è un personaggio del romanzo di Henry James Le bostoniane.
- Nel mondo di Warhammer Fantasy Battle e Warhammer Fantasy Roleplay, Verena è il nome della dea della giustizia del pantheon imperiale.
- Verena è un personaggio del romanzo di Silvio Raffo La voce della pietra.